# 埃伯斯巴赫
埃伯斯巴赫（德語：Ebersbach）是德国萨克森州的一个市镇，隶属于迈森县。总面积为84.38平方千米，截至2020年总人口为4384人。